# Naama Maheu Latasi
Naama Maheu Latasi OBE (* 20. Jahrhundert; † 16. März 2012 in Suva, Fidschi) war eine Politikerin und Ministerin aus Tuvalu. Als erste Frau des Staats wurde sie 1989 in das Parlament (Fale i Fono) gewählt.

## Leben
Naama Maheu Latasi wurde in Tuvalu geboren, wuchs aber in Kiribati auf, woher ihre Mutter stammte. Ihr Ehemann Kamuta Latasi stammte von der Insel Funafuti. Sie wurde Mutter von drei Jungen und zwei Mädchen.
Latasi leitete die Pfadfinderinnen von Tuvalu und gründete einen Kindergarten. Von 1975 bis 1978 war ihr Ehemann Botschafter in Fidschi und anschließend Mitarbeiter von British Petroleum (BP) in Funafuti. Als erste Frau des Landes wurde sie 1989 für den Wahlkreis Nanumea, woher ihr Vater stammte, in das Parlament gewählt. Bikenibeu Paeniu ernannte sie nach der Wahl zur Gesundheits- und Bildungsministerin.
Latasi war bis 1993 im Amt und Abgeordnete bis 1997. Sie galt als „Person mit grenzenloser Energie“ und Vorkämpferin für Frauenrechte. Ihre Amtszeit als Ministerin endete mit der Wahl ihres Ehemanns zum Premierminister von Tuvalu (1993–1996).
Naama Maheu Latasi wurde 1993 zur Offizierin des Order of the British Empire (OBE) ernannt. Sie starb nach langer und schwerer Krankheit in Suva, Fidschi.